# Atlántida SC
Atlántida Sport Club jest paragwajskim klubem piłkarskim z siedzibą w mieście Asunción, w dzielnicy Obrero.

## Osiągnięcia
- Wicemistrz Paragwaju (3): 1910, 1911, 1936
- Mistrz drugiej ligi paragwajskiej (2): 1927, 1951
- Mistrz trzeciej ligi paragwajskiej (3): 1960, 1978, 1981

## Historia
Klub Atlántida założony został 23 grudnia 1906 roku. Od dziesiątków lat gra w niższych ligach Paragwaju, a po największe swoje osiągnięcia klub sięgał w pierwszej połowie XX wieku, kiedy to trzykrotnie zdobył tytuł wicemistrza kraju. W 1954 roku klub Atlántida jak dotąd ostatni raz grał w pierwszej lidze paragwajskiej. Obecnie klub występuje w czwartej lidze paragwajskiej Segunda de Ascenso.